# Al-Waqasi
Abū-l-Walid Hišam ibn Ahmad al Kinanī Al-Waqqašī (Huecas (Waqqas), Toledo, 1017 - Denia o Valencia, 23 de junio de 1096) fue alfaquí, gramático, científico, historiador, y poeta hispanoárabe.
Sus contemporáneos lo consideraron como un intelectual de amplios y variados saberes. Ejerció la actividad política. Entre sus más conocidas obras cabe mencionar la Elegía a Valencia, que recoge una crónica de la ciudad levantina durante el sitio a que fue sometida por Rodrigo Díaz, el Campeador.
Tras la conquista de Valencia por el Cid el 17 de junio de 1094 Al-Waqqašī, que había sido partidario de no oponerse a la conquista cristiana, fue nombrado cadí por Rodrigo Díaz. Sin embargo, poco después abandonó su cargo y buscó protección en la Taifa de Denia, en cuya capital, ya bajo el gobierno almorávide, falleció en 1096.
La estudiosa Dolores Oliver Pérez considera a Al-Waqasi autor del Cantar de mio Cid, aunque tal teoría fue rebatida por algunos especialistas en la obra, como Alberto Montaner.